# Estación de Leixões-Serpa Pinto
Nota: No confundir con la Estación de Leixões, también en la Línea de Leixões.
La Estación Ferroviaria de Leixões-Serpa Pinto fue una plataforma ferroviaria de la Línea de Leixões, que servía a la localidad de Matosinhos, en el Distrito de Porto, en Portugal.

## Historia
El primer tramo de la Línea de Leixões, desde esta estación hasta Leixões, entró en servicio el 20 de julio de 1938.